# ダウンヒル (2020年の映画)
『ダウンヒル』（Downhill）は2020年のアメリカ合衆国のコメディ映画。監督はナット・ファクソンとジム・ラッシュ、出演はジュリア・ルイス＝ドレイファスとウィル・フェレルなど。2014年のスウェーデン映画『フレンチアルプスで起きたこと』のハリウッド版リメイクで、妻子を置きざりにして一目散に雪崩から逃げ出してしまった一家の父親が家族からの信頼を取り戻そうとする姿を描いている。
日本では劇場公開されなかったが、2020年10月7日にiTunesで配信された。

## ストーリー
休暇中、ピート・スタントンは家族と一緒にアルプス山脈でスキーを楽しむことにする。そんなある日、一家が休憩所のテラスで歓談していたところ、突如として雪崩が発生する。ピートは迫り来る雪煙を見てパニックになり、我先に逃げ出してしまう。幸いにも、その雪崩で死傷者は出なかったが、ピートの妻、ビリーは家族を見捨てて避難した夫に対して強い不信感を抱くようになる。
本作はピートが家族の信頼を取り戻すべく奮闘する姿を描き出していく。

## キャスト
- ビリー・スタントン: ジュリア・ルイス＝ドレイファス
- ピート・スタントン: ウィル・フェレル - ビリーの夫。
- シャルロット: ミランダ・オットー - スキー場の女性ガイド。
- ザック: ザック・ウッズ - ピートの同僚。
- ロージー: ゾーイ・チャオ（英語版） - ザックの恋人。
- ミシェル: クリストファー・ヒヴュ[注 1] - スキー場の管理責任者。
- チャーリー: アレックス・マックイーン（英語版） - シャルロットの恋人。スキー客。
- フィン・スタントン: ジュリアン・グレイ - ビリーとピートの息子。
- エマーソン・スタントン: アモン・ジェイコブ・フォード - ビリーとピートの息子。
- グリエルモ: ジュリオ・ベルーチ（英語版） - スキーのインストラクター。

## 製作
2018年11月2日、スウェーデン映画『フレンチアルプスで起きたこと』の英語版リメイクが製作されることになり、ナット・ファクソンとジム・ラッシュが監督に、ジュリア・ルイス＝ドレイファスとウィル・フェレルが起用されると報じられた。12月13日、ミランダ・オットー、ゾーイ・チャオ、ザック・ウッズがキャスト入りした。2019年1月、主要撮影がオーストリアで始まった。8月27日、フォルカー・バーテルマンが楽曲を手掛けることになったとの報道があった。2020年2月14日、ハリウッド・レコードがサウンドトラックを発売した。

## 公開・マーケティング
2019年12月20日、オフィシャル・トレイラーが公開された。2020年1月26日、サンダンス映画祭でプレミア上映された。
2020年1月17日、ディズニーは買収した20世紀フォックスの社名を20世紀スタジオと改め、それに伴い、子会社だったフォックス・サーチライト・ピクチャーズの社名もサーチライト・ピクチャーズに改めた。サーチライト・ピクチャーズの社名で配給される最初の作品となった。

## 興行収入
『ソニック・ザ・ムービー』、『The Photograph』、『ファンタジー・アイランド』と同じ週に封切られ、公開初週末に300万ドル前後を稼ぎ出すと予想されていたが、実際の数字はそれを上回るものとなった。2020年2月14日、全米2301館で公開され、公開初週末に462万ドルを稼ぎ出し、週末興行収入ランキング初登場10位となった。

## 評価
批評家の評価は平凡なものに留まっている。映画批評集積サイトのRotten Tomatoesには118件のレビューがあり、批評家支持率は41%、平均点は10点満点で5.55点となっている。サイト側による批評家の見解の要約は「原作の方が優れている故に、魅力を減じてしまったリメイク作品と評するのが相応しい。『ダウンヒル』には才能ある俳優・スタッフが関わっているが、腹立たしいことに、それに見合った出来映えとはお世辞にも言えない。」となっている。また、Metacriticには36件のレビューがあり、加重平均値は49/100となっている。なお、CinemaScoreはDとなっている。